# Ettore Dotti
Ettore Dotti (Palosco, 1º gennaio 1961) è un vescovo cattolico e missionario italiano, dal 1º giugno 2011 vescovo di Naviraí.

## Biografia
Nacque a Palosco, in provincia di Bergamo e diocesi di Brescia, il 1º gennaio 1961.

### Formazione e ministero sacerdotale
Entrò nel seminario della Congregazione della Sacra Famiglia a Bergamo, nel 1983. Studiò filosofia al seminario diocesano di Brescia e teologia nel seminario di Bergamo.
Fece la professione di fede nel marzo del 1993 e fu ordinato sacerdote per la Congregazione della Sacra Famiglia il 28 giugno 1994, e inviato l'anno successivo come missionario in Brasile.
Dal 1995 al 1996 fu parroco ad Itapevi, in diocesi di Osasco. Nei due anni seguenti fu superiore, rettore e padre maestro della sua congregazione in Brasile. Padre maestro a Curitiba fra il 2003 e il 2005.
Fu, poi, fra il 1999 e il 2002 e fra il 2007 e il 2009 rettore nel seminario di Peabiru, in diocesi di Campo Mourão.
Nel 2010 fu nominato parroco a Serrinha, ministero che esercitò fino alla sua elezione a vescovo.

### Ministero episcopale
Il 1º giugno 2011 papa Benedetto XVI lo ha nominato primo vescovo di Naviraí. Il 22 luglio seguente riceve l'ordinazione episcopale dal vescovo di Serrinha Ottorino Assolari, suo confratello, coconsacranti l'arcivescovo Mauro Aparecido dos Santos e il vescovo Redovino Rizzardo. Diventa così il secondo vescovo della Congregazione della Sacra Famiglia di Bergamo. Il 31 luglio prende possesso della diocesi.

## Genealogia episcopale
La genealogia episcopale è:
- Cardinale Scipione Rebiba
- Cardinale Giulio Antonio Santori
- Cardinale Girolamo Bernerio, O.P.
- Arcivescovo Galeazzo Sanvitale
- Cardinale Ludovico Ludovisi
- Cardinale Luigi Caetani
- Cardinale Ulderico Carpegna
- Cardinale Paluzzo Paluzzi Altieri degli Albertoni
- Papa Benedetto XIII
- Papa Benedetto XIV
- Papa Clemente XIII
- Cardinale Marcantonio Colonna
- Cardinale Giacinto Sigismondo Gerdil, B.
- Cardinale Giulio Maria della Somaglia
- Cardinale Carlo Odescalchi, S.I.
- Cardinale Costantino Patrizi Naro
- Cardinale Lucido Maria Parocchi
- Papa Pio X
- Cardinale Gaetano De Lai
- Cardinale Raffaele Carlo Rossi, O.C.D.
- Cardinale Amleto Giovanni Cicognani
- Arcivescovo Carmine Rocco
- Vescovo Conrado Walter, S.A.C.
- Arcivescovo Mauro Aparecido dos Santos
- Vescovo Ottorino Assolari, C.S.F.
- Vescovo Ettore Dotti, C.S.F.